# Divorce and the Daughter
Divorce and the Daughter er en amerikansk stumfilm fra 1916 af Frederic Richard Sullivan.

## Medvirkende
- Florence La Badie som Alicia.
- Edwin Stanley som Dr. John Osborne.
- Samuel N. Niblack som Herbert Rawlins.
- Kathryn Adams som Mrs. Cameron.
- J.H. Gilmour.